# Emmanuel Servais
Emmanuel Servais (Mersch, 11 aprile 1811 – Bad Nauheim, 17 giugno 1890) è stato un politico lussemburghese.
È stato Primo Ministro del Lussemburgo dal 3 dicembre 1867 al 26 dicembre 1874.

## Biografia

### I primi anni
Servais nacque a Mersch, in Lussemburgo, e venne educato a l'Athénée de Luxembourg dove fu tra gli studenti più brillanti della sua classe. Dopo essersi diplomato nel 1828, studiò legge all'Università di Ghent. Ad ogni modo egli venne forzato ad abbandonare la città in un anno a causa della Rivoluzione belga che scoppiò nel 1830.  Nel 1831 si trasferì all'Università di Parigi ove si laureò nel 1831.

### La carriera politica

#### Prima della partizione
Dall'8 settembre 1836 sino alla Terza partizione del Lussemburgo nel 1839, Servais fu politico rappresentante il suo cantone d'origine, la costituente di Mersch al consiglio provinciale lussemburghese. In quell'anno, egli fondò con Victor Tesch, L'Echo du Luxembourg, che venne pubblicato nella sua prima edizione il 21 dicembre 1836. Servais utilizzò il suo giornale per promuovere i suoi interessi politici, in particolare per la promozione delle vie di comunicazione tra cui la costruzione della ferrovia nel tratto Ettelbruck-Bastogne.
Servais fu nel gruppo che, il 5 maggio 1838, fondò la Società Centrale Patriottica del Lussemburgo che si oppose al Primo trattato di Londra. Il trattato concedeva due terzi del granducato al Belgio, separando tra l'altro Mersch da Arlon e da Bastogne. Ad ogni modo gli sforzi di Servais e del suo gruppo si dimostrarono vani e il trattato venne siglato sia dalla Camera dei Rappresentanti che dal Senato belga. Servais decise di rimanere nel granducato (ora diminuito in superficie).

### Membro di stato
Dopo la partizione e la dissoluzione del Regno Unito dei Paesi Bassi, il Lussemburgo poté dotarsi di una propria costituzione e di una sorta di autogoverno sotto la sovranità olandese. Il 3 agosto 1841 Servais venne nominato tra i nove rappresentanti del Lussemburgo che convennero a Le Hague per presentare la nuova costituzione al re-granduca. Per il lavoro profuso in quest'operazione, egli Servais venne insignito del grado di Commendatore dell'Ordine della Corona di Quercia. Secondo le nuove normative approvate dal re dei Paesi Bassi, il potere passava effettivamente all'Assemblea di Stato che tenne la propria prima sessione nel 1842. Ancora una volta Servais decise di rappresentare la costituente di Mersch assieme a Théodore Pescatore ed a Claude Clément. Sedendo nell'Assemblea, egli si distinse per il suo liberalismo estremo e rivoluzionario.

### Primo Ministro del Lussemburgo
Il 3 dicembre 1867 Servais venne eletto alla carica di Primo Ministro del Lussemburgo, rimanendo in carica sino al 26 dicembre 1874, in un periodo politicamente tranquillo per il granducato. Servais si distinse per una politica di diminuzione delle spese e condusse una campagna per ridurre i debiti dello stato a un terzo. L'altro punto focale della sua azione parlamentare fu l'educazione: l'istruzione primaria era stata regolata nello stato per la prima volta nel 1843 con l'assoluta preminenza della chiesa cattolica in materia educativa. Lo spirito rivoluzionario ed anti-cattolico di Servais lo spinse a ridiscutere il Concordato del 1801 ed a richiedere che gli articoli che riguardavano il Lussemburgo venissero annullati in quanto, slegandosi dalla costituzione belga del 1831, il granducato non aveva più obbligazioni nei confronti della chiesa cattolica.
Dopo la fine del suo governo, nel 1874, venne nominato presidente del Consiglio di Stato rimanendo in carica sino al 1887 e divenendo nel frattempo (dal 1875 al 1890) sindaco della città di Lussemburgo, capitale di stato.
Morì a Bad Nauheim il 17 giugno 1890.